# Manić
Manić je hrvatska plemićka obitelj iz Bačke.
Plemićki status uživaju od 1690. godine. Plemićku su listinu i grbovnicu dobili Blaž Manić i njegovi sinovi Đuro i Marko. Po Blažu je ogranak obitelji Manić nazvan Balaš. Potomci žive najvećma u Subotici.
Bečki carski dvor 28. prosinca 1843. potvrdio je plemstvo Antunu Maniću i njegovoj obitelji.